# Swochowo (województwo pomorskie)
Swochowo (kaszb. Szwùchòwò, niem. Schwuchow) – wieś w Polsce położona w województwie pomorskim, w powiecie słupskim, w gminie Redzikowo. Leży przy trasie drogi wojewódzkiej nr 213.
W latach 1975–1998 miejscowość położona była w województwie słupskim.
We wsi zespół rezydencjonalny złożony z dworu ryglowego z 1734 oraz piętrowego pałacu z ryglowymi facjatkami i wykuszami z 1883.

## Nazwa
Nazwa, wzmiankowana po raz pierwszy w 1274, ma pochodzenie słowiańskie i charakter dzierżawczy. Powstała przez dodanie do nazwy osobowej *Swoch (por. Swoszowa, Swoszowice) formantu -owo. Friedrich Lorentz odnotował formy nazwy w lokalnych gwarach słowińskich: Švʉ̃χɵvɵ, Švʉ̀χɵvɵ, wraz z nazwami mieszkańców: Švʉ̃χɵvjȯu̯n : Švʉ̀χɵvjȯu̯n, Švʉ̃χɵvjȯu̯nkǎ : Švʉ̀χɵvjȯu̯nkǎ „swochowianin, swochowianka”. Niemiecka nazwa Schwuchow jest adaptacją fonetyczną pierwotnej nazwy słowiańskiej.
Rada Języka Kaszubskiego proponuje kaszubską formę nazwy Swòchòwò.